# Infantele Enrique, Duce de Sevilla
Infantele Enrique, Duce de Sevilla (spaniolă Infante Enrique María Fernando Carlos Francisco Luis de Borbón y Borbón-Dos Sicilias, Duque de Sevilla; 17 aprilie 1823–12 martie 1870) a fost membru al Casei de Bourbon, infante al Spaniei și Duce de Sevilla, nepot al regelui Carol al IV-lea al Spaniei. Este cunoscut pentru ideile sale revoluționare, progresive în timpul domniei verișoarei și cumnatei sale, Isabela a II-a a Spaniei. 

## Biografie
Infantele Enrique s-a născut la Sevillia, Spania, ca al patrulea copil și al doilea fiu al Infantelui Francisco de Paula al Spaniei (1794–1865), (fiu al regelui Carol al IV-lea al Spaniei și a Prințesei Maria Luisa de Parma) și a soției acestuia, Prințesa Luisa Carlotta a celor Două Sicilii (1804–1844), (fiica regelui Francisc I al celor Două Sicilii și a Infantei María Isabella a Spaniei). 
Unchiul său, regele Ferdinand al VII-lea, i-a acordat titlul de Duce de Sevillia iar în 1820 a conferit titlul de Duce de Cádiz fratelui său mai mare, Francisc. Enrique a fost botezat Enrique María Fernando Carlos Francisco Luís și nașii săi au fost: mătușa maternă Prințesa Caroline Ferdinande, Ducesă de Berry și fiul ei, Ducele de Bordeaux, de la care a primit numele.
În 1833, decesul unchiului său Ferdinand al VII-lea, a divizat curtea între susținătorii Prințesei de Asturia, mai târziu regina Isabela a II-a, și unchiul lor, Don Carlos. Mătușa maternă a lui Enrique, regina Maria Christina, văduva lui Ferdinand al VII-lea, va deveni regentă a Spaniei din 1833 până în 1840.
A doua căsătorie a reginei regente cu Agustín Fernando Muñoz y Sánchez în 1833 a provocat un dezacord între ea și sora ei, Infanta Luisa Carlotta, rezultând în izgonirea Luisei Carlota și a familiei ei la Paris, unde regina consort era mătușa lor.
Enrique și frații lui au fost educați în capitala Franței. La Lycée și-a întâlnit vărul, Antoine, Duce de Montpensier, cu care va dezvolta mai târziu o intensă rivalitate care în cele din urmă va duce la o tragedie. Enrique și-a petrect vremea și în Belgia, unde verișoara sa Louise era regină consort a lui Leopold I. Acolo a aflat de expulzarea din Spania în 1840 a reginei regent și a soțului acesteia.
În cele din urmă întors în Spania, Enrique și-a început cariera militară la Ferrol, Galicia, unde a fost lăudat pentru comportamentul său. În 1843 a fost promovat la rangul de locotenent și a primit comanda navei Manzanares. În 1845 era căpitan al unei fregate.
Deși a existat posibilitatea unei căsătorii între Enrique și Isabela a II-a, ea s-a măritat cu fratele lui Enrique, Francisc, Duce de Cádiz. În același timp, sora mai mică a lui Enrique, Infanta Luisa, s-a căsătorit cu Ducele de Montpensier la inițiativa Franței.
Acuzat că a luat parte la o revoltă împotriva monarhiei în Galicia, Enrique a fost expulzat din Spania în martie 1846, cu puțin timp înainte de fratelui său cu regina. Don Enrique s-a refugiat în Belgia, unde se stabilise sora lui Isabel Fernandina. La acea vreme el a fost considerat un candidat pentru tronul din Mexic, deși există puține dovezi că Enrique a urmărit perspectiva cu entuziasm.

### Căsătorie și familie
La scurt timp după aceea, lui Enrique i s-a permis să se întoarcă în Spania, unde s-a întâlnit cu Elena María de Castellvi y Shelly (1821-1863), fiica lui Antonio de Padua de Castellvi y Fernández de Córdoba, conte de Castellá și a soției acestuia,  Margareta Shelly. Regina nu a susținut mezalianța, astfel încât cuplul a fugit la Roma la 6 mai 1847. La întoarcerea lor în Spania, cuplul a fost alungat la Bayonne, mai târziu, stabilindu-se la Toulouse.
Enrique și Elena María au avut patru fii și o fiică:
- Enrique de Borbón y Castellví, Duce de Sevillia (3 octombrie 1848 – 12 iulie 1894) care, în 1870 s-a căsătorit cu Joséphine Parade; au avut copii.
- Luis de Borbón y Castellví (7 noiembrie 1851 – 25 februarie 1854).
- Francisco de Paula de Borbón y Castellví (29 martie 1853 – 28 martie 1942) care, în 1877 s-a căsătorit cu Maria Luisa de La Torre y Bassave; au avut copii. S-a căsătorit a doua oară în 1890 cu Felisa de León y Navarro de Balboa; au avut copii.
- Alberto de Borbón y Castellví (22 februarie 1854 – 21 ianuarie 1939), Duce de Santa Elena care, în 1878 s-a căsătorit cu Marguerite d'Ast de Novelé; au avut copii.
- María del Olvido de Borbón y Castellví (28 noiembrie 1863 – 14 aprilie 1907) care, în 1888 s-a căsătorit cu Cárlos Fernández-Maquieira y Oyanguren; au avut copii.

### Deces
Între 1869 și 1870, Enrique a publicat mai multe pamflete și articole ostile vărului său, Antoine de Montpensier. El l-a provocat pe Montpensier la duel, care a avut loc lângă La Fortuna, în Leganés, Madrid, la 12 martie 1870. Enrique a fost împușcat și ucis.
Fiul cel mare al lui Enrique a refuzat să accepte 30.000 pesetas pe care Ducele de Montepensier i-a oferit drept compensație. Enrique, care nu mai era Infante al Sapniei, nu a putut fi înmormântat la El Escorial, și a fost înmormântat la cimitirul San Isidro din Madrid.
Copiii lui Enriqueau fost adoptați de fratele său, Francis.